# 宣河镇
宣河镇，原为宣河乡，是中华人民共和国四川省广元市朝天区曾经下辖的一个镇。2019年12月，撤销宣河镇，将原宣河镇龙门村、红梁村、天台村所属行政区域划归朝天镇管辖，原宣河镇宣河村、潜溪村、清泉村、白钟村、旭光村、竹坝村所属行政区域划归中子镇管辖。

## 行政区划
宣河镇撤销前下辖以下地区：
宣河村、龙门村、天台村、旭光村、潜溪村、清泉村、竹坝村、红梁村和白钟村。